# 新町 (三重県)
新町（しんまち）は三重県安濃郡にあった町。現在の津市の中心部の西方、近鉄名古屋線・津新町駅の西方一帯にあたる。

## 地理
- 河川：安濃川、岩田川

## 歴史
- 1889年（明治22年）4月1日 - 町村制の施行により、安濃郡古河村・刑部村・神納村・南河路村の区域をもって新町が発足。
- 1934年（昭和9年）6月1日 - 津市に編入。同日新町廃止。

## 交通

### 鉄道路線
- 参宮急行電鉄（現・近畿日本鉄道）
  - 津線（現・名古屋線）：津新町駅
- 安濃鉄道
  - 安濃鉄道線：新町駅

### 道路
- 伊賀街道

## 現在の町名
- 大字古河 - 東古河町、西古河町（一部）、八町一丁目、八町二丁目（一部）、新町一丁目、新町二丁目（一部）、南新町、大園町（一部）、西丸之内（一部）、南丸之内（一部）、丸之内養正町（一部）
- 大字刑部 - 押加部町、西古河町（残部）、八町二丁目（残部）、八町三丁目（一部）、神納町（一部）、新町二丁目（残部）、新町三丁目（一部）、大園町（残部）、桜田町（一部）
- 大字神納 - 八町三丁目（残部）、神納町（残部）、新町三丁目（残部）、博多町、桜田町（残部）
- 大字南河路 - 南河路町